# 凱勒鵬
凱勒鵬（Celeborn），是英國作家約翰·羅納德·瑞爾·托爾金的史詩式奇幻小說《魔戒》中的人物。（Celeborn的C音是Cake的開頭。）凱蘭崔爾之丈夫，生下女兒凱勒布理安，凱勒布理安嫁給瑞文戴爾的半精靈愛隆，為亞玟的外祖父。第一紀元多瑞亞斯國王埃盧·庭葛的親屬。
凱勒鵬第一次出現《魔戒》中，而在《精靈寶鑽》一書中也只是輕輕帶過凱勒鵬。托爾金認為，他要花費幾年解決凱勒鵬的起源。
在托爾金的作品中，明確表示凱勒鵬是埃盧·庭葛的男性親屬，凱勒鵬的銀色頭髮，表明他們二人的關係（因為埃盧·庭葛也是銀髮），但家譜之上，凱勒鵬被排除了，只是插入與凱蘭崔爾的婚姻內容。為什麼凱勒鵬是埃盧·庭葛的男性親屬之原因未被提及。
在《失落的故事》中，凱勒鵬是埃盧·庭葛最年少的弟弟伊牟（Elmo，從未出現過）之孫，伊牟聯絡造船者瑟丹，使凱勒鵬納入辛達王族之中。
後來托爾金又改變他的設想，凱勒鵬是伊瑞西亞島的澳闊隆迪港帖勒瑞族精靈，名為泰保路（Teleporno），他遇見凱蘭崔爾，後結成夫妻。兩人自行乘船離開了維林諾，對澳闊隆迪流血事件及諾多族大動亂不知情。但他們依然受主神禁令影響，因為他們的離去沒有得到維拉允許。他們夫妻二人到了多瑞亞斯，受到庭葛的歡迎，凱勒鵬可能是庭葛弟弟伊牟的孫子，所以特別受到歡迎。
這個修改過版本並未納入《精靈寶鑽》中，因為托爾金要重寫凱蘭崔爾離開維林諾的經過，而且凱勒鵬和凱蘭崔爾兩人也可能是表兄妹關係，在精靈的世界中，親屬是不可能通婚的。所以托爾金並未言明凱勒鵬的親屬關係。
第二紀元，凱勒鵬明顯地結束對林頓的精靈統治，證明他並不是諾多族最高君王吉爾加拉德的下屬，而是獨立的辛達族王侯，夫妻二人建立了伊瑞詹（和林）王國，後來安定在羅斯洛立安。魔戒聖戰時期，凱勒鵬與凱蘭崔爾率部隊越過安都因河，攻下多爾哥多，他們同精靈王瑟蘭督伊協商後，便在幽暗密林的部分疆域內建立了「東羅瑞安」王國。
凱勒鵬比凱蘭崔爾遲動身前往維林諾，在第四紀元，他沿筆直航道返回維林諾。

## 改編描述
在彼得·傑克森的電影《魔戒》中，凱勒鵬由紐西蘭演員馬頓·索柯斯飾演。